# Maria Riboldi
Maria Riboldi (Casalpusterlengo, 1957) è un'ex calciatrice italiana, di ruolo difensore.

## Caratteristiche tecniche
Difensore centrale o terzino sinistro, era una giocatrice arcigna e abile nel gioco aereo.

## Carriera

### Club
Inizia a giocare nel Piacenza, con cui esordisce appena quindicenne nel campionato di Serie A, e vi rimane per quattro stagioni, tre delle quali da titolare. Nel 1976 viene ingaggiata dal Valdobbiadene, contribuendo alla vittoria dello scudetto da parte della squadra veneta.
Nel 1977 si riavvicina a casa, e dopo una stagione nel Gorgonzola scende in Serie B con la Sampierdarenese. Nel 1980 torna a Casalpusterlengo giocando nell'Aurora, sempre nella serie cadetta, insieme alla compaesana Aureliana Croce. Chiude la carriera nel 1982, a soli 25 anni, a causa dei postumi di un serio infortunio al legamento crociato del ginocchio.

### Nazionale
Dopo aver militato nella Nazionale giovanile negli anni al Piacenza, viene convocata a più riprese nella Nazionale italiana durante la militanza nel Valdobbiadene: con la rappresentativa maggiore vanta complessivamente 3 presenze, debuttando il 29 giugno 1975 contro la Cecoslovacchia.

## Palmarès

### Club
- Campionato italiano: 1

Valdobbiadene: 1976